# Menahga
Menahga é uma cidade localizada no estado americano de Minnesota, no Condado de Wadena.

## Demografia
Segundo o censo americano de 2000, a sua população era de 1220 habitantes.
Em 2006, foi estimada uma população de 1205, um decréscimo de 15 (-1.2%).

## Geografia
De acordo com o United States Census Bureau tem uma área de
10,1 km², dos quais 9,6 km² cobertos por terra e 0,5 km² cobertos por água.

## Localidades na vizinhança
O diagrama seguinte representa as localidades num raio de 32 km ao redor de Menahga.